# Le Furoncle (film, 1915)
Ne pas confondre avec Le Furoncle (1908), autre film de Louis Feuillade.
Le Furoncle est un film muet français réalisé par Louis Feuillade en 1914 et sorti en 1915.

## Fiche technique
- Réalisation  et scénario : Louis Feuillade
- Société de production : Société des Établissements L. Gaumont
- Format : Muet - Noir et blanc - 1,33:1 - 35 mm
- Métrage : 568 m
- Pays de production : France
- Date de sortie : 
  - France : janvier 1915

## Distribution
- Marcel Lévesque
- Charles Lamy
- Musidora

## Musique
- Paul Fosse, directeur musical du Gaumont-Palace[1].